# Lankau (Alster)
Die Lankau ist ein Bach in Schleswig-Holstein. Sie entspringt im Naturschutzgebiet Nienwohlder Moor nördlich von Hamburg und mündet auf der Grenze zwischen Nienwohld und Bargfeld-Stegen in die Alster.

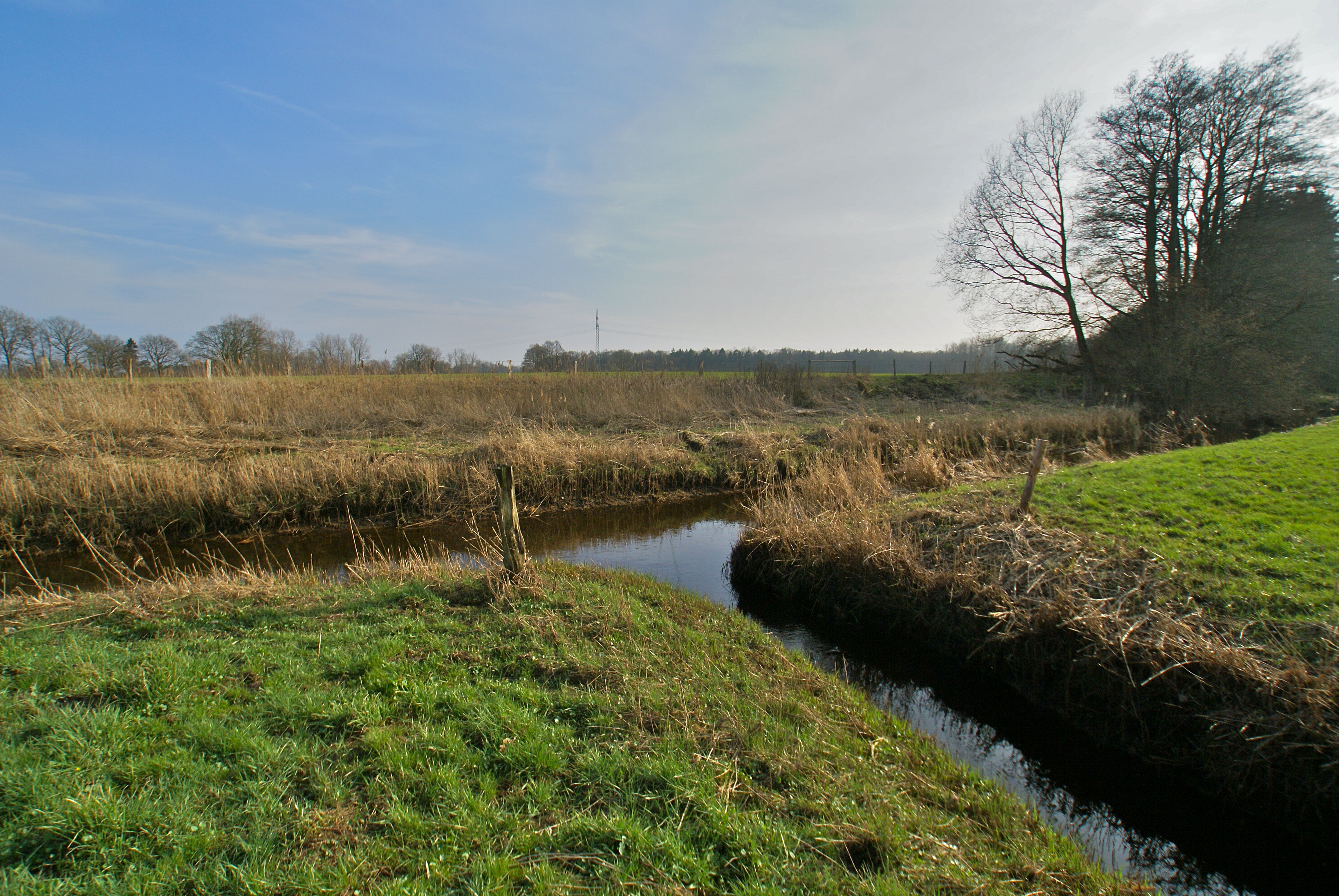
Die Lankau (Vordergrund) fließt in die Alster

Die Lankau bildet teilweise die Grenze zwischen den Kreisen Segeberg und Stormarn. Sie durchfließt oder berührt die Gebiete folgender Orte in Holstein:
- Nahe
- Nienwohld
- Itzstedt
- Bargfeld-Stegen